# Per Borgström

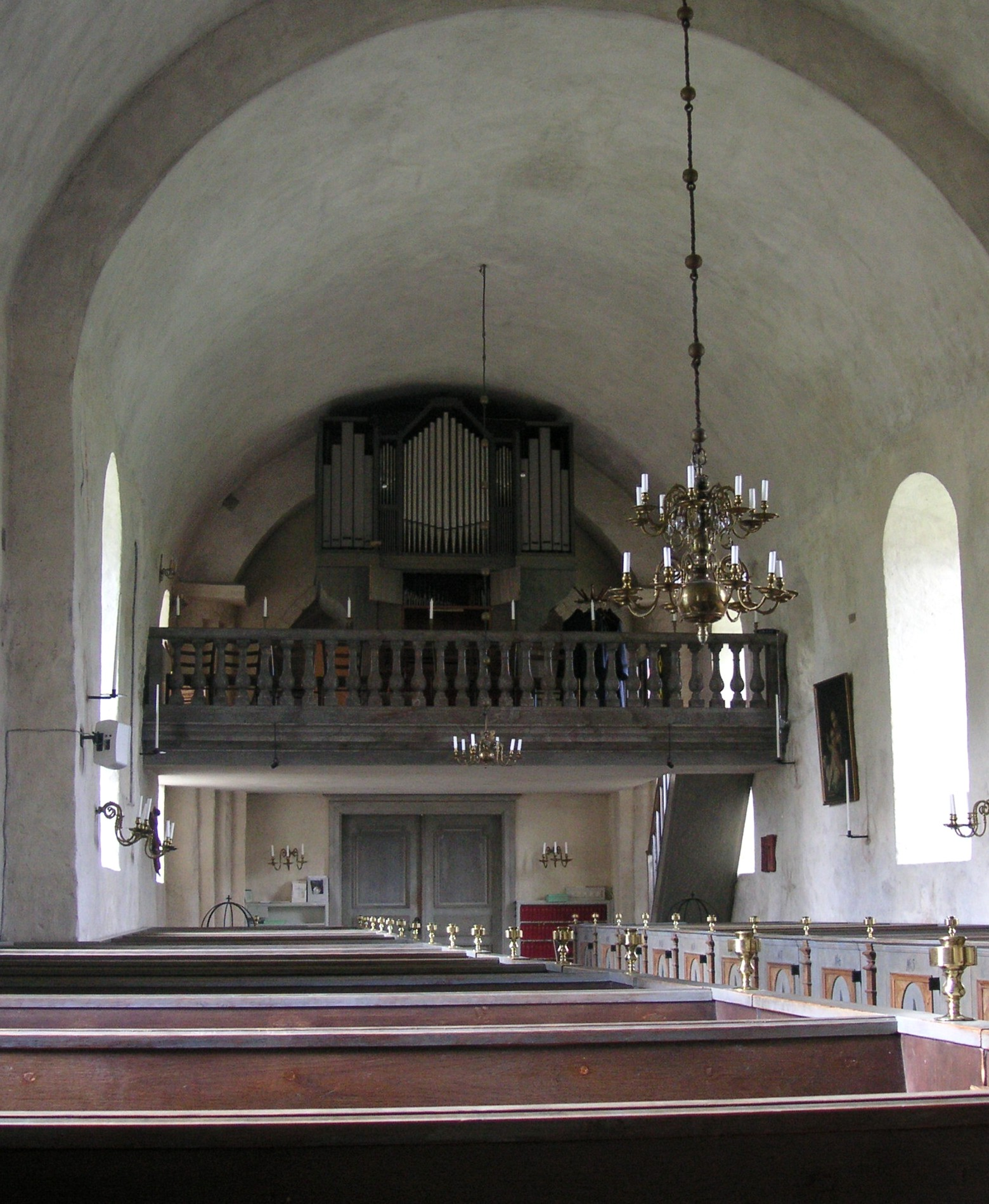
Lovö kyrka 2008.

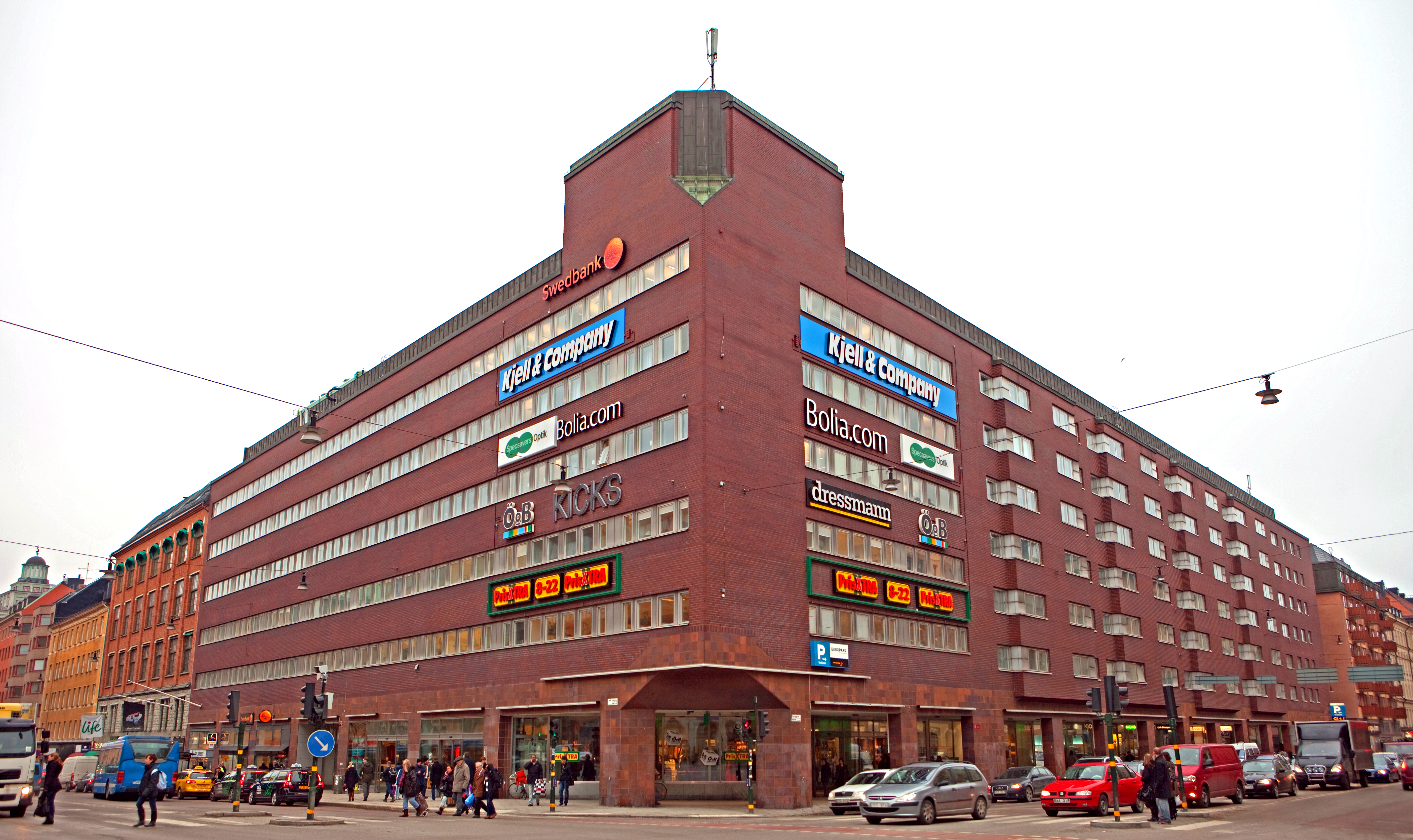
Roddaren 58, Stockholm.

Per Axel Borgström, född 20 februari 1928 i Stockholm, död 16 april 2007 i Drottningholm, var en svensk arkitekt. 
Borgström tog studentexamen 1947 och fick sin utbildning till arkitekt vid Kungliga Tekniska högskolan (examen 1955). Han var anställd och senare delägare hos Ahlgren Olsson Silow Arkitektkontor (AOS Arkitekter) i Stockholm. Som förste arkitekt hos AOS Arkitekter höll han 1955 i bostadsutställningen på Helsingborgsutställningen 1955. Från 1962 hade han egen arkitektverksamhet. Borgström var bosatt i Drottningholm och som sådan blev han viceordförande i Lovö hembygdsförening och formgav vandringsleden Lovöns fornstig på Lovön. Åren 1977–1978 restaurerades Skutskärs kyrka efter ritningar av Borgström. Han ansvarade för den invändiga renoveringen av Lovö kyrka (2004). Per Borgström var fram till sin död ledamot i Lovö kyrkoråd, som han valdes in år 1995. Han var son till arkitekten Birger Borgström och bror till Hans Borgström och textilkonstnär Ann Engstrand. Han var gift med och senare frånskild från en dotter till silversmeden Erik Fleming. Per Borgström är begravd på Lovö kyrkogård tillsammans med Gunilla Henriksson Berber.